# ثادج
مركز ثادج يقع غرب منطقة القصيم
ويقع إلى الجنوب الغربي من جبل أبان الأسمر وثادج من أقدم مراكز منطقة القصيم، وهي تابعة لمحافظة النبهانية، وتبعد عنها مسافة 25كم 

## التاريخ
مركز ثادج وثادج واد يبدأ سيله بثلاث شعب.
الأولى تبدأ من هضبة خصلة ثم تسير وتمر وقط
الثانية هي شعيب العمودة الثالثة تبدأ من جبل السلسلة وتجتمع الثلاث في مراغان قبل ثادج ويصب به وادي الجرير قبل أن يفرغ في وادي الرمة واستوطنت البيضان من بني عمرو من حرب ثادج عام 1330هـ الموافق عام 1912م قادمين من دخنة حيث تقدم الشيخ بجاد بن نافل بن غميض إلى عبد العزيز آل سعود بطلب إقطاع بمنح ثادج موطن للبيضان من بني عمرو وتم ذلك حتى منتصف الثمانينات الهجرية ثم تنازل لإبنه عبد الله رحمهم الله جميعا حتى وفاته عام 1419هـ / 1998م رحمه الله علما بأنه تم تحويل مركز إمارة ثادج إلى مركز فئة ألف وفقا لنظام المناطق عام 1413هـ /1992م وأصبح رئيسا لمركز ثادج ثم في بداية 1419هـ تم تعيين فواز خلفا لوالده على المركز ولا زال.

## السكان
يبلغ سكان مركز ثادج 3.500 آلاف نسمة وسكانها هم البيضان من بني عمرو من حرب

## الموقع الجغرافي
مركز ثادج غرب منطقة القصيم ويبعد عن الطريق السريع الرابط بين القصيم المدينة المنورة 1.5 كم ويبعد عن مدينة بريدة 125 كم. وعن محافظة النبهانية 32 كم. وعن محافظة عقلة الصقور
58 كم.

## المناخ
المناخ قاري صحراوي، حار جاف صيفًا بارد مُمطر شتاء، وتبلغ درجة الحرارة صيفًا 45°م، وفي الشتاء تصل 3- ما دون الصفر ومتوسط سقوط المطر 145 ملم.